# هندوستان لبناء السفن المحدودة
هندوستان لبناء السفن المحدودة (HSL) هو حوض بناء السفن الموجود في فيساخاباتنام على الساحل الشرقي للهند.

## التاريخ

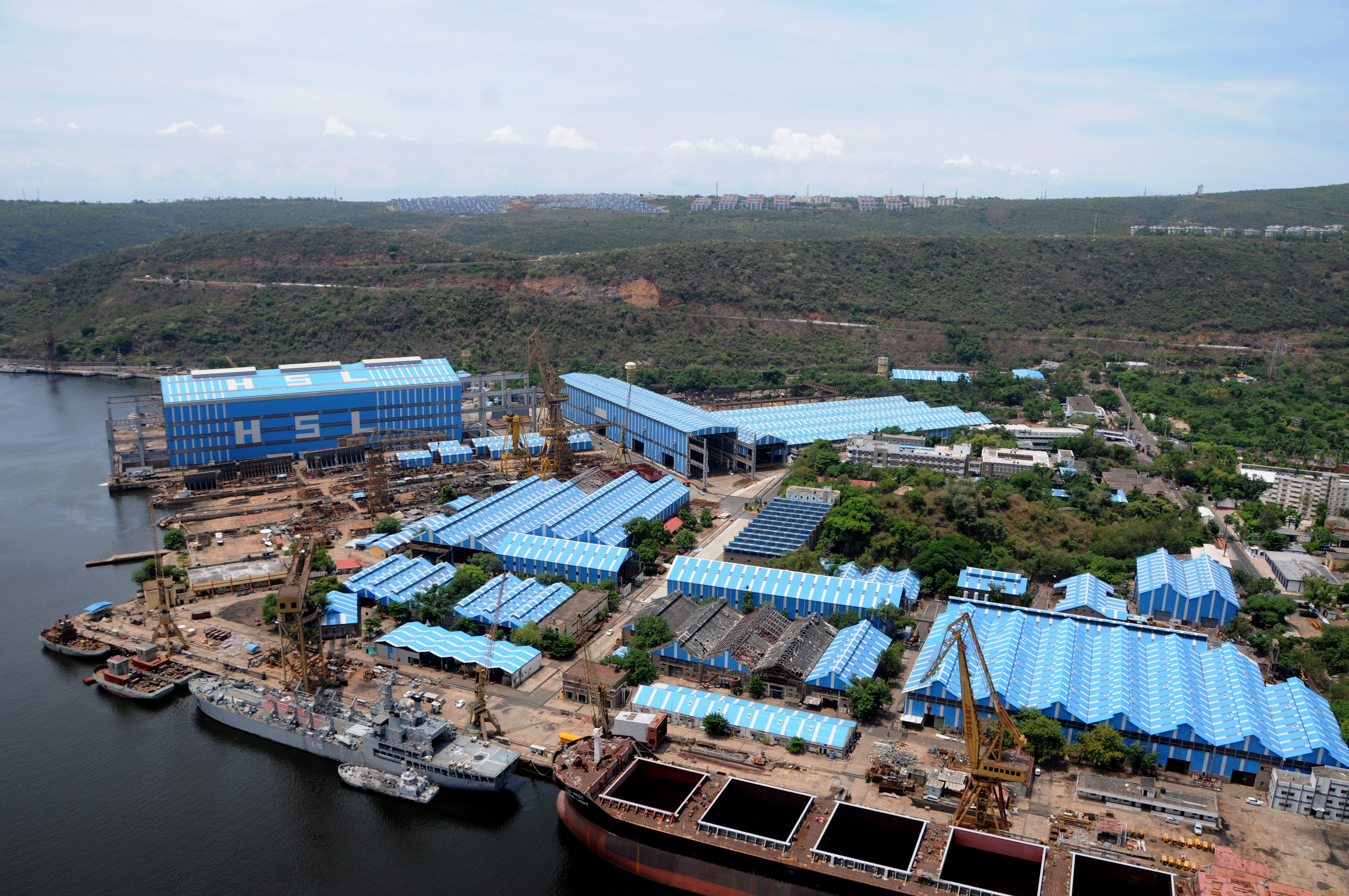
عرض جوي من حوض بناء السفن في فيساخاباتنام

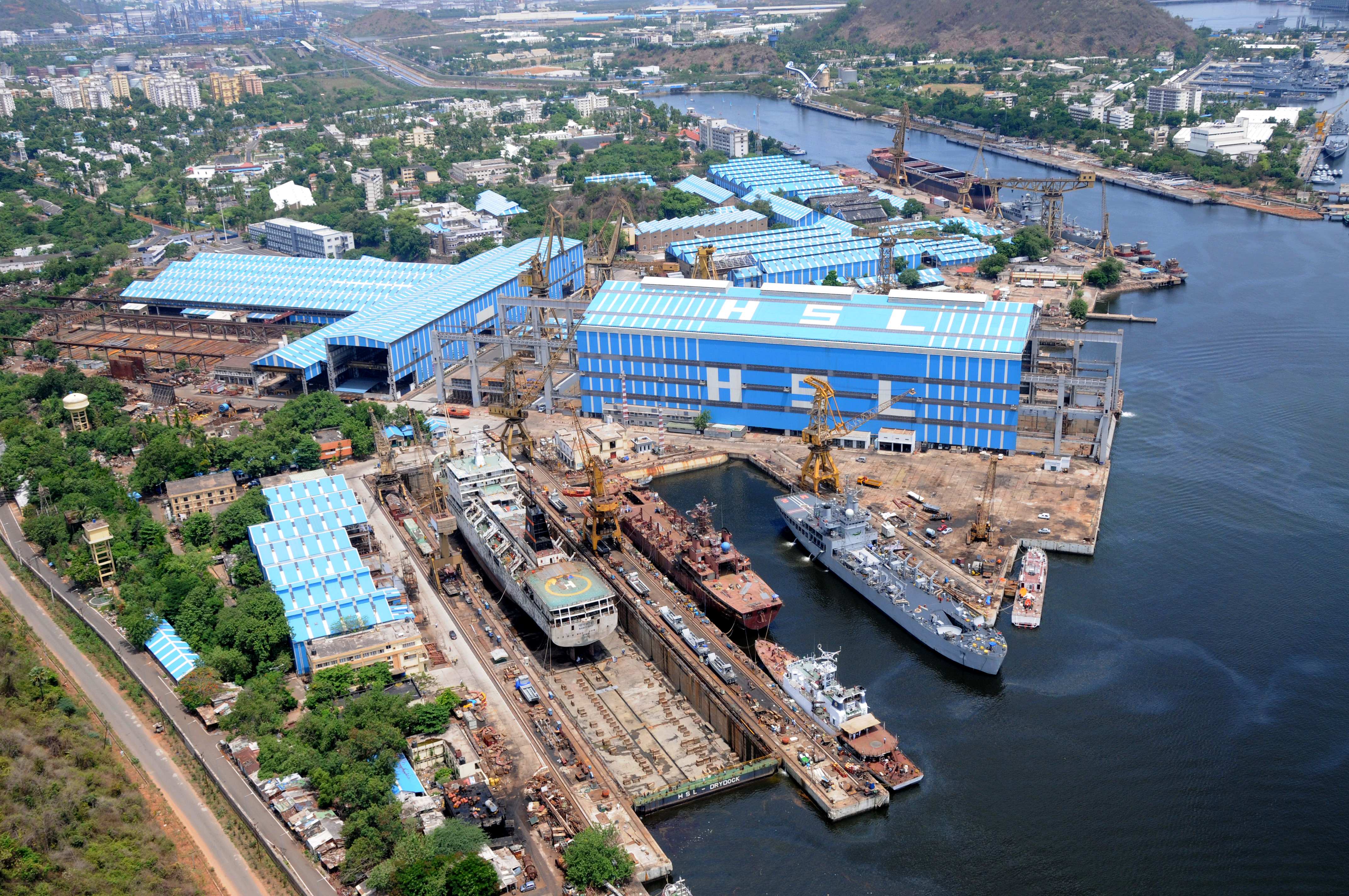

تم تأسيسها كـ حوض سفن سينديا (Scindia Shipyard)، وتم بناؤها من قبل الصناعي Walchand Hirachand كجزء من Scindia Steam Navigation Company Ltd. اختار والتشاند موقع فيساخاباتنام  كموقع استراتيجي ومثالي واستحوذ على الأراضي في نوفمبر 1940. كانت الحرب العالمية الثانية مستمرة وفي أبريل 1941، قصف اليابانيون المدينة. ومع ذلك، كان والتشاند دون قيود وقررت المضي قدما في خطته لبناء صناعة بناء السفن في الهند. في الأيام التي كان من غير المعقول أن يقوم فيها أي شخص آخر غير المسؤولين البريطانيين بحفل التأسيس، قرر والتشاند الوطني حقًا كسر التقليد ووضع حجر الأساس لحوض بناء السفن بواسطة الدكتور راجندرا براساد في 21 يونيو 1941، الذي كان القائم بأعمال رئيس المؤتمر الوطني الهندي في ذلك الوقت.  تم بناء أول سفينة يتم بناؤها بالكامل في الهند بعد الاستقلال في حوض سفن سينديا وسميت باسم جال أوشا. تم تشغليها في عام 1948 من قبل جواهر لال نهرو من جانب أول رئيس وزراء الهند، في حفل حيث عؤال سيث والتشاند، ناروتام موررجي وتولسيداس كيلاتشاند، شركاء حوض سينديا للسفن، كانوا حاضرين جنبا إلى جنب مع كبار الشخصيات ورجال الصناعة الأخرى.
مات والتشان في عام 1953، واستمر حوض بناء سفن سينديا في الازدهار تحت أقارب المؤسسين. ومع ذلك، قررت حكومة الهند فيما بعد تأميم حوض سفن سينديا، حيث كان قطاعًا حساسًا واستراتيجيًا يتعلق بقطاع الدفاع في البلاد. أخيرًا تم تأميم حوض بناء السفن في عام 1961 وتمت إعادة تسميته باسم شركة هندوستان لبناء السفن المحدودة (HSL).
في عام 2010، تم نقل HSL من وزارة النقل البحري إلى وزارة الدفاع. لعب هذا الحوض دورًا مهمًا في تطوير غواصة من طراز Arihant تعمل بالطاقة النووية.

## مرافق
حوض بناء السفن مضغوط نسبيا على 46.2 هكتار (0.462 كـم2). والحوض مجهز بآلات قطع البلازما، منشآت معالجة الصلب واللحام، معدات مناولة المواد، الرافعات، الخدمات اللوجستية والتخزين. كما أن لديهم مرافق الاختبار والقياس.
يحتوي على رصيف بناء مغطى لبناء سفن تصل إلى 80,000 DWT. هناك ثلاثة ممرات ورصيف مناسب بطول 550 متر (1,800 قدم).
HSL لديها حوض جاف، وحوض رطب ودلفين إصلاح لإصلاح السفن والغواصات والتعديل التحديثي.

## سفن
قامت HSL ببناء أكثر من 180 سفينة حتى الآن وإصلاح ما يقرب من 2000 سفينة. وهي تبني ناقلات البضائع السائبة وسفن الدوريات البحرية وسفن المسح وسفن الحفر والمنصات البحرية وسفن الإصلاح والدعم.
تقوم أيضًا بإجراء إصلاحات كبيرة لغواصات البحرية الهندية، وهي مجهزة لبناء غواصات تعمل بالطاقة النووية. ومع ذلك، فإن حوض بناء السفن لديها تاريخ من التجديدات التي طال أمدها. قضت كل من الغواصات Vela و Vagli و Sindhukirti ما يقرب من 10 سنوات ليتم تجديدها مرة واحدة في HSL. مثلا بينما استعمل حوض بناء السفن الروسي 200 عامل في ثلاث نوبات لإكمال التجديد في غضون عامين، قام HSL باستعمال 50 عاملاً فقط للعمل على Sindhukirti. ومع ذلك، فإن التقدم المحرز في المشروع الجاري INS Sindhuvir في الموعد المحدد.

## روابط خارجية
الإحداثيات : Coordinates 17°41′25.12″N 83°16′23.8″E